# 아메리칸본 컨퓨즈드 데시
아메리칸본 컨퓨즈드 데시(영어: American-born confused desi, ABCD)는 미국에서 태어난 남아시아계 미국인으로 귀화자나 이민자와 구분된다.

## 작품
- 아메리칸 데시(2001년 영화)

## 같이 보기
- 미국 태생의 중국인(American-born Chinese)
- 데시 (인도 아대륙)